# Окселадин
Окселадин (англ. Oxeladin; лат. Oxeladinum) — синтетичний лікарський препарат, що застосовується як засіб проти кашлю, для перорального застосування.

## Фармакологічні властивості
Окселадин — синтетичний препарат, що належить до групи протикашлевих препаратів. Механізм дії препарату полягає у дії на дихальний центр у центральній нервовій системі, що спричинює бронхолітичний ефект без пригнічення діяльності центральної нервової системи. Дані щодо фармакокінетики окселадину обмежені.

## Показання до застосування
Окселадин застосовується для симптоматичного лікування сухого утрудненого кашлю як у дорослих, так і в дітей.

## Побічна дія
При застосуванні окселадину можуть спостерігатися наступні побічні ефекти — шкірний висип, кропив'янка, набряк Квінке.

## Протипокази
Окселадин протипоказаний при підвищеній чутливості до препарату. Окселадин не рекомендується застосовувати при надмірному виділенні мокроти, разом із муколітиками і відхаркувальними засобами, дітям віком до 2, 5 років, при вагітності та годуванні грудьми.

## Форми випуску
Окселадин випускається у вигляді сиропу по 125 мл із вмістом діючої речовини 10 мг на 5 мл.